# Sana (boisson)
Pour les articles homonymes, voir Sana.
Le sana est une boisson à base de lait fermenté originaire de Roumanie.
L'origine du sana est incertaine mais elle fait partie de la cuisine roumaine depuis plusieurs siècles.
Le sana est le résultat de la fermentation acide du lait frais entier (non pasteurisé et non préalablement bouilli) avec des bactéries lactiques, qui a pour conséquence de diminuer son pH et de favoriser la coagulation des protéines du lait,,. Il est généralement fabriqué à partir de lait de vache mais d'autres versions émergentes font appel au lait de chèvre et de brebis.
Le sana est similaire au kéfir, lait fermenté et babeurre mais est plus épais, plus dense et a un goût plus sucré et contient davantage de matières grasses (au moins 3,6 %),,. 
Il se trouve aujourd'hui dans la plupart des magasins de Roumanie et, dans une moindre mesure, en Moldavie, mais peut également être préparé soi-même,. Le sana est utilisé pour le petit-déjeuner et la préparation de pains et de pâtisseries.
Tout comme d'autres produits laitiers comme le kéfir, le sana contribue au maintien de l'équilibre de la flore intestinale et du système digestif du fait de sa composition,.